# Cantone di Martel
Il Cantone di Martel è una divisione amministrativa dell'arrondissement di Gourdon.
A seguito della riforma approvata con decreto del 13 febbraio 2014, che ha avuto attuazione dopo le elezioni dipartimentali del 2015, è passato da 10 a 18 comuni.

## Composizione
I 10 comuni facenti parte prima della riforma del 2014 erano:
- Baladou
- Cazillac
- Cressensac
- Creysse
- Cuzance
- Floirac
- Martel
- Montvalent
- Saint-Denis-lès-Martel
- Sarrazac

Dal 2015 i comuni appartenenti al cantone sono i seguenti 18:
- Baladou
- Bétaille
- Carennac
- Cavagnac
- Cazillac
- Condat
- Cressensac
- Creysse
- Cuzance
- Floirac
- Les Quatre-Routes-du-Lot
- Martel
- Montvalent
- Saint-Denis-lès-Martel
- Saint-Michel-de-Bannières
- Sarrazac
- Strenquels
- Vayrac